# Postelwitz
Postelwitz ist ein Ortsteil der Stadt Bad Schandau im Landkreis Sächsische Schweiz-Osterzgebirge.

## Geographie
Postelwitz liegt südöstlich der sächsischen Landeshauptstadt Dresden in der Sächsischen Schweiz. Es befindet sich im Osten des Landkreises Sächsische Schweiz-Osterzgebirge im Nationalpark Sächsische Schweiz. Postelwitz liegt, dicht an den Felshang gepresst, im engen Durchbruchstal der Elbe durch das Elbsandsteingebirge. Unmittelbar nördlich des im Wesentlichen aus einer einzigen Häuserzeile bestehenden Ortes befindet sich eine mehr als 100 Meter hohe Geländestufe vom Elbtal hinauf zur Ostrauer Scheibe, einer Ebenheit, und zur Felsgruppe der Schrammsteine, deren Gipfel rund 300 Höhenmeter über dem Ort liegen. Die Postelwitzer Parzellenflur umfasst 78 Hektar; sie erstreckt sich bei einer Breite von oft nur wenig mehr als 100 Metern über eine Länge von mehr als 4,5 Kilometern und zieht sich vom rechten Elbufer unterhalb des Rauschensteins bis zum Bereich gegenüber der Einmündung des Krippenbachs.
Dabei ist Postelwitz der einzige Ortsteil Bad Schandaus, der nicht unmittelbar an Ortsteile anderer Gemeinden grenzt. Westlich benachbart ist Bad Schandau, nördlich dessen Ortsteil Ostrau und südöstlich Schmilka. Südwestlich am gegenüberliegenden, orografisch linken Elbufer liegt Krippen. In der Nähe gelegene Orte sind außerdem Mittelndorf, ein durch Ostrauer Flur von Postelwitz getrennter Ortsteil von Sebnitz als nächster Ort nördlich der Schrammsteine, sowie südlich Reinhardtsdorf, Gemeinde Reinhardtsdorf-Schöna, auf der linkselbischen Ebenheit.
Die wichtigste Straße auf Postelwitzer Flur ist die Bundesstraße 172 von Pirna zur tschechischen Grenze auf ihrem Abschnitt zwischen Bad Schandau und Schmilka. Sie erschließt einen Großteil des Orts. Von ihr zweigt die Straße durch den Zahnsgrund ab, die als Kreisstraße 8740 die Verbindung nach Ostrau herstellt. Postelwitz ist an das Busnetz des Regionalverkehrs Sächsische Schweiz-Osterzgebirge (RVSOE) angeschlossen.

Östlich des Zahnsgrunds liegen die rund zwei Kilometer langen Postelwitzer Steinbrüche, in denen ehemals fein- bis mittelkörniger Elbsandstein des Mittelturons gewonnen wurde und die zu den bedeutendsten Sandsteinbrüchen der Region zählten. Die Schichtenlage ergab Sandsteinquader mit differenzierten physikalischen und geochemischen Eigenschaften, die dem Typ Posta und dem Typ Cotta entsprechen. Die gesuchteste Qualität für Bildhauerzwecke stammt aus der untersten abgebauten Schicht, eine 4,5 m mächtige Lage mit guter Verwitterungsbeständigkeit. Die darüber liegenden Schichten wurden für Bauzwecke verkauft. Der älteste Nachweis für den Abbau im Zahnsgrund bei Postelwitz ist auf 1638 datiert und bezeichnet den Neubau des Kirchturms von Bad Schandau. Die Gewinnung der Rohblöcke erfolgte durch das gefährliche „Wandfällen“. Der hiesige Steinbruchsbetrieb musste deshalb 1907 im Zuge des Baus der Talstraße eingestellt werden.
Das dort gebrochene Material kam unter anderem beim Bau der Kirche St. Nikolai in Potsdam sowie des Schweriner Schlosses zum Einsatz, aber auch bei Zwinger, Frauenkirche und weiteren bekannten Dresdner Bauten. Die erhaltenen Fachwerkhäuser Nr. 55–67, die sogenannten „Siebenbrüderhäuser“ gehen auf eine Sage zurück, in der ein Schiffer für seine Söhne jeweils ein Haus errichtet haben soll. Sein eigenes Gebäude aber hätte alle überragt. An den Häusern Nr. 43 und 69 sowie am Fährmannshaus sind Hochwassermarken der Elbe angebracht.

## Kulturdenkmale
In der Liste der Kulturdenkmale in Bad Schandau sind für Postelwitz 43 Kulturdenkmale aufgeführt.